# Hettstedt
Hettstedt (pronunciación en alemán: /ˈhɛtˌʃtɛt/ⓘ) es un municipio situado en el distrito de Mansfeld-Südharz, en el estado federado de Sajonia-Anhalt (Alemania), a una altitud de 200 metros. Su población a finales de 2015 era de unos 14 500 habitantes y su densidad poblacional, 390 hab/km².